# Президентські вибори у Казахстані 1999
Президентський вибори в Казахстані пройшли 10 січня 1999 року. Переважною більшістю голосів (понад 80 %) Президентом знову обрали Нурсултана Назарбаєва. З. А. Абдильдин набрав 13 % голосів, Г. Касимов — 4 %, а Е. Габбасов — менше 1 %.

## Історія
За результатами референдуму 1995 року повноваження чинного глави держави - Нурсултана Назарбаєва - закінчувалися 1 грудня 2000 року. До цього моменту мали бути проведені чергові президентські вибори.
7 жовтня 1998 року Мажиліс Парламенту виступив за проведення дострокових президентських виборів. Для реалізації цієї ініціативи президентом Казахстану вносяться на розгляд поправки до Конституції, які були прийняті парламентом. Було внесено 19 поправок до 13 статей Конституції. У рамках поправок було знято верхню вікову межу для обіймання посади Президента, а нижню межу підвищували з 35 до 40 років, термін повноважень Президента збільшували з п'яти до семи років, уточнювали порядок спадкоємності влади в разі дострокового звільнення Президента з посади або його смерті. При цьому, було виключено поняття позачергових виборів.
8 жовтня 1998 року Нурсултан Назарбаєв погоджується на скорочення терміну своїх повноважень і призначення позачергових виборів на 10 січня 1999 року.
Зміни до конституції Казахстану і дострокові президентські вибори мотивувалися погіршенням економічного і політичного становища в Росії після «дефолту 17 серпня» і побоюваннями, що те, що відбувається в Росії, негативно позначиться на економіці та політичній стабільності Казахстану. 3 квітня 1999 року, через два з половиною місяці після виборів, Уряд Казахстану ухвалив Постанову «Про політику обмінного курсу національної валюти», обмінний курс тенге (валюти Республіки Казахстан) став «вільно плаваючим» і сталася девальвація тенге (тільки за квітень 1999 року - на 30 %). Нурсултан Назарбаєв у своїй книзі «Казахстанський шлях» у розділі «Економічна криза 1998 року» зізнається, що підготовка до девальвації тенге почалася ще у вересні 1998 року. 

## Результати
| Кандидат                     | Партія                             | Голос     | %    |
| ---------------------------- | ---------------------------------- | --------- | ---- |
| Нурсултан Назарбаєв          | незалежний                         | 5 846 817 | 81   |
| Серікболсин Абдільдін        | Комуністична партія Казахстана     | 857 386   | 11,9 |
| Гані Касимов                 | незалежний                         | 337 794   | 4,7  |
| Енгельс Габбасов             | Партія народної єдності Казахстана | 55 708    | 0,8  |
| Проти всіх                   | Проти всіх                         | 123 703   | 1,2  |
| Недійсних/порожніх бюлетенів | Недійсних/порожніх бюлетенів       | 107 562   | —    |
| Усього                       | Усього                             | 7 328 970 | 100  |